# Parish map
Una Parish map è la mappa di una parrocchia inglese realizzata da parte della popolazione locale all'interno del progetto Parish Maps. Il progetto è gestito da Commond Ground, un'organizzazione senza fini di lucro fondata da Sue Clifford nel 1983, e prevede la realizzazione, da parte della popolazione locale, di mappe che rappresentano il modo in cui vengono percepite le zone di abitazione.

## Caratteristiche
Il progetto prende il nome da "parish", parrocchia in inglese, intesa come una circoscrizione territoriale amministrativa di tipo ecclesiastico con cultura e identità proprie. Le aree effettive di riferimento possono essere la parrocchia, il quartiere e tutte le aree al di fuori da precisi confini amministrativi in cui le persone si riconoscono e con cui hanno consuetudine.

## Diffusione nel Regno Unito
Al 2007, al progetto Parish Maps hanno partecipato più di 2.500 volontari.

## Diffusione internazionale
Il progetto Parish Maps è stato uno dei modelli per la diffusione delle mappe di comunità in Italia.